# Prîcepivka, Berezivka
Prîcepivka (în ucraineană Причепівка) este un sat în comuna Ivanivka din raionul Berezivka, regiunea Odesa, Ucraina.

## Demografie
Componența lingvistică a localității Prîcepivka
     Ucraineană (89,41%)
     Rusă (8,24%)
     Română (1,76%)
Conform recensământului din 2001, majoritatea populației localității Prîcepivka era vorbitoare de ucraineană (89,41%), existând în minoritate și vorbitori de rusă (8,24%) și română (1,76%).